# Конрад VI фон Урзлинген
Конрад (VI) фон Урзлинген (на немски: Konrad von Urslingen; † сл. 1340) от старата шабска фамилия фон Урзлинген е херцог на Урзлинген 1304/1340 г. Фамилията му произлиза от Урслинген/Урзлинген (днес част от Дитинген) в Баден-Вюртемберг.
Той е син на херцог Райнолд/Райналд IV фон Урзлинген († сл. 1299) и съпругата му Аделхайд от Сардиния († сл. 1301), дъщеря на крал Енцио от Сардиния († 1272), (Хоенщауфен), извънбрачен син на император Фридрих II. Внук е на Конрад фон Урзлинген († 1202), херцог на Сполето, граф на Асизи, викар в Кралство Сицилия.

## Фамилия
Конрад VI фон Урзлинген се жени за фон Бернхаузен, дъщеря на Конрад фон Бернхаузен († 1315) и Елизабет фон Магенхайм. Те имат децата:
- Райнолд фон Урзлинген († сл. 1365), херцог, женен ок. 1343 г. за Беатрикс фон Тек († сл. 1371), дъщеря на херцог Херман II фон Тек († 1319)
- Вернер фон Урзлинген († 5 февруари 1353 или 5 февруари 1357), кондотиер в Италия, неженен
- Аделхайд фон Урзлинген († сл. 1368), омъжена за Конрад фон Фалкенщайн-Рамщайн († сл. 1368, Рамщайн).